# Comté de Västra Götaland

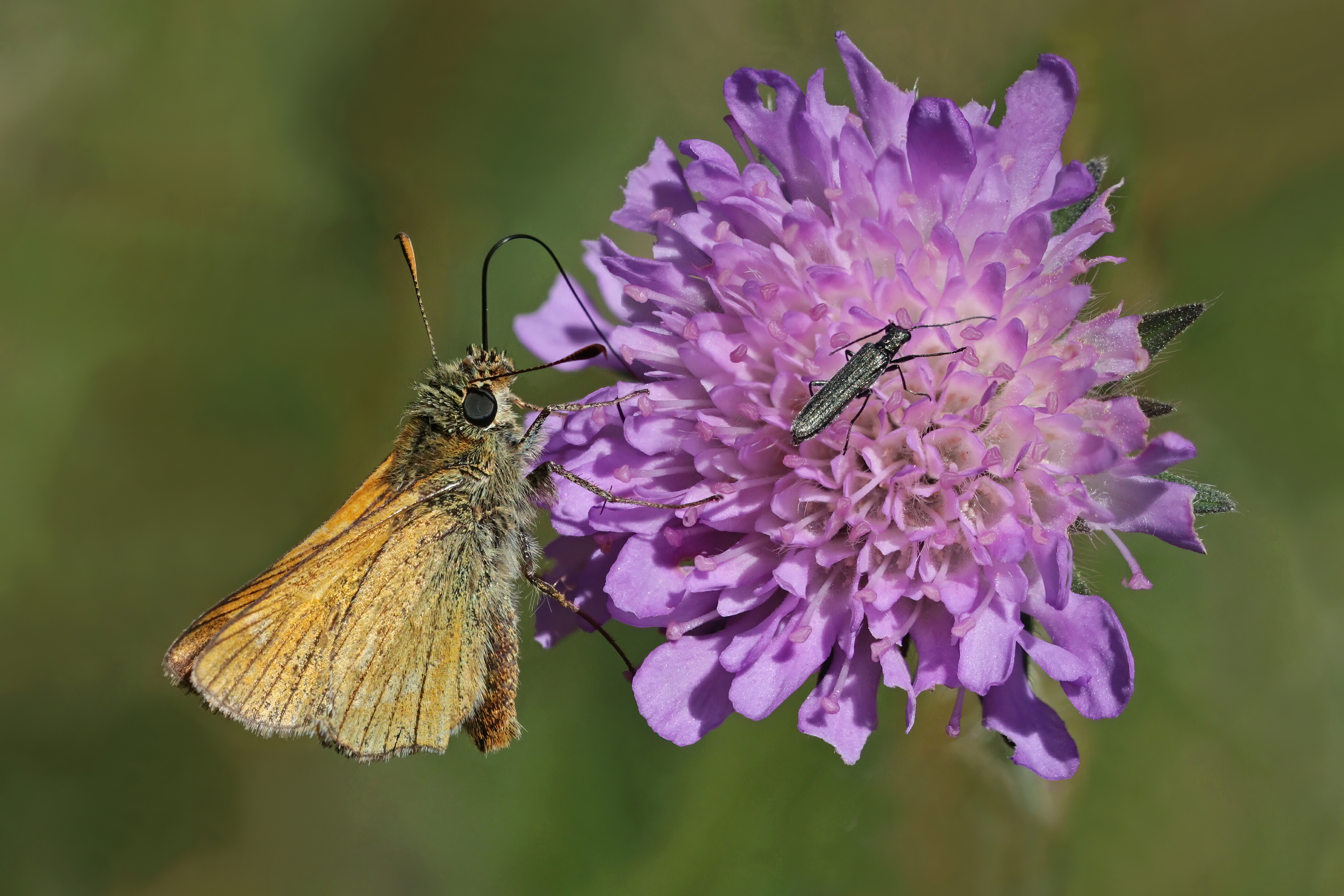
Une Sylvaine et un Oedemera podagrariae sur une fleur dans la réserve naturelle de Valöns dans le comté de Västra Götaland. Juin 2018.

Le comté de Västra Götaland (Västra Götalands län en suédois), nom signifiant « Gothie occidentale », est une région suédoise située sur la côte ouest du pays. Il est voisin des comtés de Värmland, Örebro, Östergötland, Jönköping et Halland. Il partage également une frontière avec le comté norvégien d’Østfold, et borde les lacs Vättern et Vänern.
Il fut créé en 1998 par la fusion des anciens comtés de Göteborgs et Bohus, d'Älvsborg et de Skaraborg.
Sa capitale est Göteborg où réside le préfet. Mais le siège du conseil régional est à Vänersborg, ancien chef-lieu du comté d'Älvsborg.
C'est le deuxième des comtés suédois après le comté de Stockholm par la population.

## Provinces historiques
Le territoire du comté de Västra Götaland correspond aux anciennes limites des provinces historiques de Västergötland, Bohuslän et Dalsland, sauf pour les deux communes de Mullsjö et de Habo, en Västergötland, qui ont choisi, dans un référendum, d'appartenir au comté de Jönköping lors de la fusion en 1998.
Pour l’histoire, la géographie et la culture, voir Västergötland, Bohuslän et Dalsland.

## Héraldique
Le blason du comté fut conçu en 1999, lors de la création de cette nouvelle entité administrative. Il consiste en une combinaison des blasons de la ville de Göteborg et des provinces historiques de Västergötland, Bohuslän et Dalsland. Lorsqu’il est représenté avec une couronne royale, le blason symbolise le conseil d’administration du comté.

## Administration
Les principales missions du conseil d’administration du comté (Länsstyrelse), dirigé par le préfet du comté, sont de satisfaire aux grandes orientations fournies par le Riksdag et le gouvernement, de promouvoir le développement du comté et de fixer des objectifs régionaux.

## Politique
Le conseil régional de Västra Götaland (Västra Götalandsregionen en suédois) est une forme avancée d’assemblée locale, spécifique à ce comté et à ceux de Skåne et de Gotland. Pendant une période d’essai, cette institution a assumé certaines tâches normalement dévolues au conseil d’administration du comté ou au parlement suédois.

## Communes
Le comté de Västra Götaland est subdivisé en 49 communes (Kommuner) au niveau local.
| - Ale - Alingsås - Åmål - Bengtsfors - Bollebygd - Borås - Dals-Ed - Essunga - Falköping - Färgelanda - Göteborg - Götene - Grästorp - Gullspång - Härryda - Herrljunga - Hjo - Karlsborg - Kungälv - Lerum - Lidköping - Lilla Edet - Lysekil - Mariestad | - Mark - Mellerud - Mölndal - Munkedal - Öckerö - Orust - Partille - Skara - Skövde - Sotenäs - Stenungsund - Strömstad - Svenljunga - Tanum - Tibro - Tidaholm - Tjörn - Töreboda - Tranemo - Trollhättan - Uddevalla - Ulricehamn - Vänersborg - Vara - Vårgårda |